# Liste des abbés de Clairvaux
Liste des abbés de Clairvaux (d’après le Gallia Christiana, A. de Roserot et J-M. Canivez)
- 1115-1153 : saint Bernard Ier de Clairvaux, fondateur de l’Abbaye)
- 1153-1157 : Saint Robert Ier de Bruges (d'abord abbé des Dunes).
- 1157-vers 1161 : Bhx Fastré de Cambron (d'abord abbé de Cambron).
- 1162-1165 : Geoffroy d'Auxerre, ancien secrétaire de Saint Bernard (d'abord abbé d'Igny; sera, en dernier lieu, abbé de Fossanova (Italie), puis de Hautecombe).
- 1165-1170 : Pons de Polignac (auparavant abbé de Granselve ; évêque de Clermont en 1170).
- 1170-1175 : Gérard Ier (d'abord abbé de Fosseneuve).
- 1176-1179 : Henri de Marcy (devenu en 1179 cardinal-évêque d'Albano).
- 1179-1186 : Pierre Ier dit le Borgne (d'abord abbé d'Igny).
- 1186-1193 : Garnier de Rochefort (d'abord abbé d'Auberive; évêque de Langres de 1193 à 1199). Il fut transféré d'Auberive à Clairvaux en 1186 et devient évêque de Langres[1]
- 1193-1196 : Guy de France (ancien abbé d'Ourscamp).
- vers 1214-1216 : Conrad d'Urach saint Conrad Ier de Metz, de la famille des ducs de Thuringe (d'abord abbé de Villers, devenu en 1217 abbé de Cîteaux et en 1219 cardinal-évêque de Porto et Santa Ruffino).
- 1217-1221 : Guillaume Ier (d'abord abbé de Montiers-en-Argonne).
- 1221-1223 : Robert II (d'abord célérier de Clairvaux, puis abbé de Maison-Dieu (ou Nerlac, dans le diocèse de Bourges), puis enfin abbé de Clairvaux).
- 1223-1224 : Laurent (d'abord abbé d'Ursariae, en Gallice).
- 1224-1232 : Raoul de la Roche-Aymon (d'abord abbé d'Igny, devenu en 1233 évêque d'Agen puis en 1235 archevêque de Lyon).
- 1233-1235 : Dreux de Grandmont (d'abord abbé d'Ourscamp).
- 1235-1238 : Evrard (d'abord abbé de Larrivour).
- 1238-1239 : Guillaume II de Dongelberg (d'abord abbé de Villiers).
- 1242-1255 : Étienne de Lexington, anglais (d'abord abbé de Savigny). Il fonda le Collège Saint-Bernard à Paris, pour l'instruction des moines de Clairvaux.
- 1257-1260 ou 1261 : Jean Ier (d'abord abbé d'Igny, puis après 1261 abbé de la Grâce-Dieu, puis enfin archevêque de Mitylène).
- 1262-1273 : Philippe Ier (d'abord chanoine et official du Mans et abbé de Foucarmond).
- 1273-1280 : Beuve, ou Bovon (d'abord abbé de Trois-Fontaines).
- 1280-1284 : Thibaud de Sancey (d'abord abbé de Maison-Dieu ou Nerlac, devenu en 1284 abbé de Cîteaux).
- 1284-1285 : Gérard II (d'abord abbé d'Igny).
- 1286-1291 : Jean II de La Prée (moine de La Prée (Praetae), puis abbé de Maison-Dieu ou Nerlac avant 1286).
- 1291-1312 : Jean III de Sancey, frère de Thibaud de Sancey (d'abord moine de Clairvaux, puis abbé de Barbeau).
- 1312 : Guillaume III (d'abord abbé de Balerne et de Cherlieu, dans le diocèse de Besançon).
- 1313-1316 : Conrad II de Metz (moine de Clairvaux, d'abord abbé de Hautecombe).
- 1316-1330 : Mathieu Ier d'Aumelle (moine de Clairvaux).
- 1330-1345 : Jean IV d'Aizanville, de famille noble (d'abord célérier de Clairvaux). Le 2 août 1336, il visita l'abbaye de Montiers-en-Argonne, comme délégué du chapitre général de Cîteaux.
- 1345-1358 : Bernard II de Laon, mort en 1358.
- 1358-1359 : Jean V de Bussières (nommé en 1359 abbé de Cîteaux, puis cardinal).
- 1363-1380 : Jean VI de Deulemont, Nommé maître en théologie le 3 janvier 1364 par Urbain V et le chancelier Grimerio Bonificaii; nommé abbé de l'abbaye le 22 juin 1363 (et non en 1360 comme cela a pu être mentionné par erreur dans Gall. Christ., IV, 809). Mort le 6 des ides de juin soit le vendredi 8 juin 1380 (d'abord prieur de Clairvaux).
- 1380-1402 : Etienne II de Foissy, professeur de théologie (d'abord abbé de Pruilly). C'est le premier qui ait mis la mitre.
- 1402-1405 : Jean VII de Martigny, professeur de théologie et procureur de l'Ordre (d'abord abbé de Morimond, devenu en 1405 abbé de Cîteaux).
- 1405-1428 : Mathieu II Pillaert (moine des Dunes, ancien proviseur du Collège Saint-Bernard de Paris; d'abord abbé de Beaupré, en Lorraine, et de Mortemer).
- 1428-1448 : Guillaume IV d'Autun (moine et prieur de Clairvaux, d'abord abbé de Mortemer). Il est mort le 3 décembre 1448.
- 1449-1471 : Philippe II de Fontaines (d'abord abbé de Maisières).
- 1471-1496 : Pierre II de Virey (d'abord abbé de Cherlieu).
- 1496-1509 : Jean VIII de Foucault, docteur en théologie (moine de la Ferté, d'abord abbé de Rigny ou d'Igny, et de Fontenay).
- 1509-1552 : Edmond de Saulieu, ou encore Edmond Gaucher ; le plus jeune des prêtres de l'abbaye, élu avant le 15 avril 1509.
- 1552-1571 : Jérôme de la Souchère, Auvergnat, docteur en théologie. Il assista au Concile de Trente et fut créé cardinal. Il devint abbé de Cîteaux, mais à la demande des religieux, et avec l'autorisation du Pape, il conserva l'abbaye de Clairvaux.
- 1571-1596 : Lupin Lemire, Champenois (moine de Clairvaux et notaire du précédent abbé).
- 1596-1626 : Denis Largentier, théologien de la Faculté de Paris (moine de Clairvaux, d'abord procureur général de l'Ordre).
- 1626-1653 : Claude Largentier, neveu du précédent et son coadjuteur depuis 1621, docteur en théologie.
- 1654-1676 : Pierre III Henry, Champenois originaire de Le Chêne, non loin de Saint-Dizier (d'abord maître des novices à Clairvaux, puis prieur des abbayes de Larrivour, de Boulancourt et de Clairvaux).
- 1676-1718 : Pierre IV Bouchu, docteur de la Faculté de Paris (d'abord abbé de la Ferté). Il était frère du premier président du Parlement de Dijon.
- 1718-1740 : Robert III Gassot du Deffend, élu le 17 mai 1718 et béni par l'évêque de Langres le 20 novembre 1719. Il mourut le 5 avril 1740.
- 1740-1761 : Pierre V Mayeur, docteur en théologie; élu le 6 juillet 1740 et mort en fonctions le 9 septembre 1761 (d'abord prieur de Buzey).
- 1761-1784 : François Le Blois, bachelier en théologie; secrétaire de l'abbé lors de l'élection de 1740 et maître des bois de l'abbaye lorsque lui-même fut élu le 7 décembre 1761. Le 6 juin 1780, il se fit nommer un coadjuteur.
- 1784-1792 : Louis-Marie Rocourt (élu par les moines), docteur en Sorbonne, et alors procureur de l'abbaye, qui mourut à Bar-sur-Aube le 6 avril 1824 à l’âge de 81 ans.

En 1792, l'abbaye de Clairvaux est déclarée bien national.

Portraits des abbés
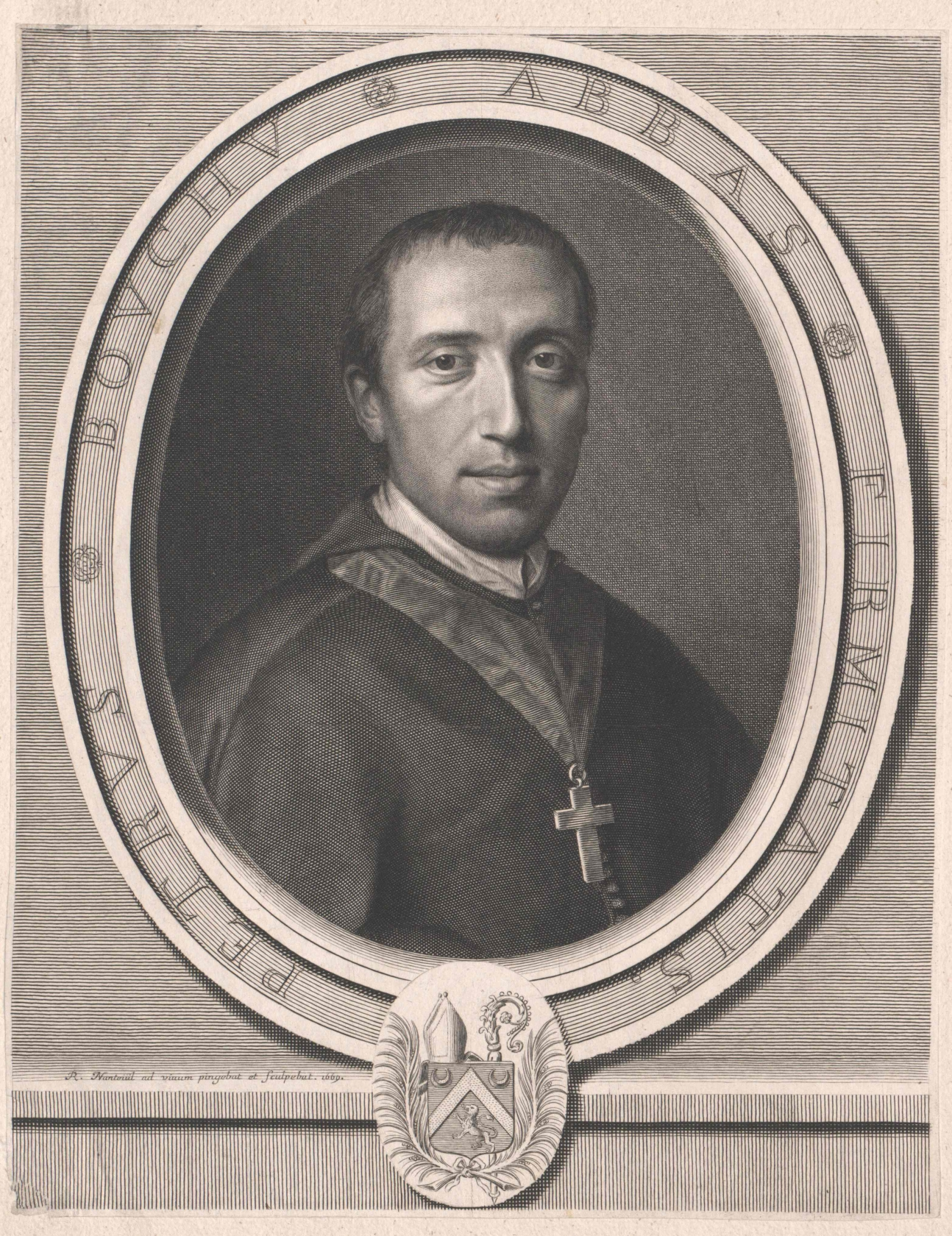
Pierre Bouchu (1630-1718) , abbé de Clairvaux (1676-1718)
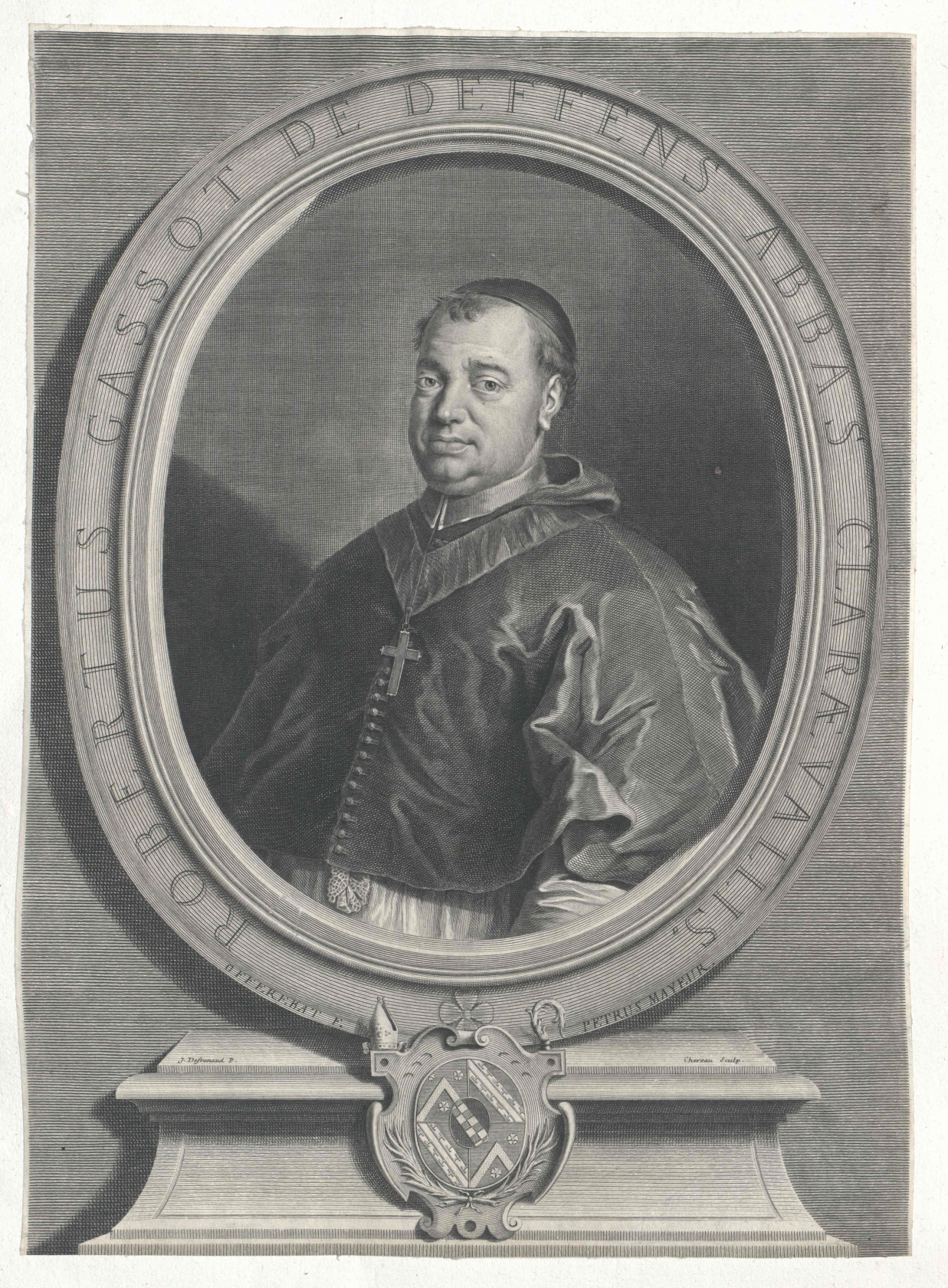
Robert Gassot du Deffend, abbé de Clairvaux (1718-1740)
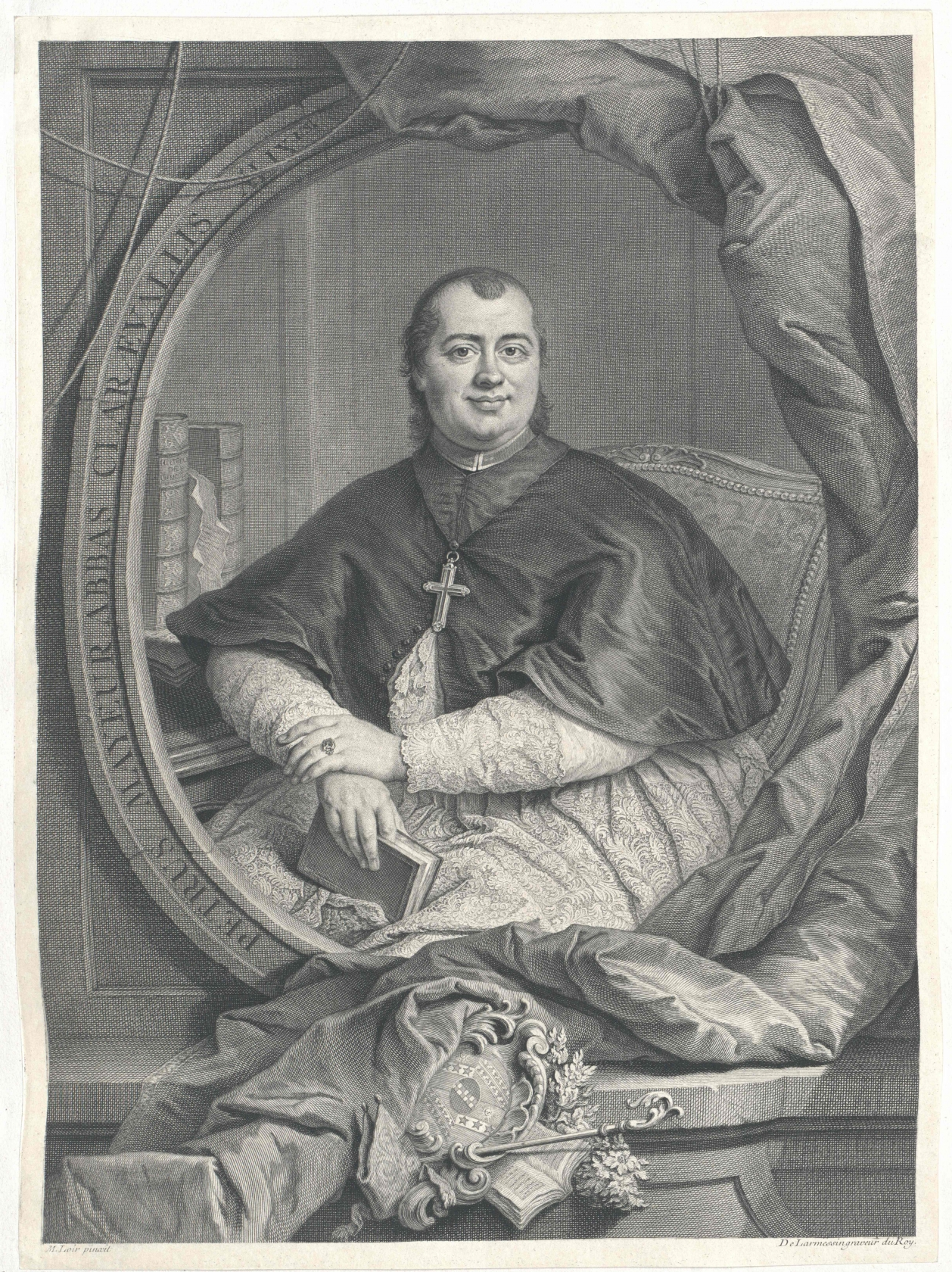
Pierre Mayeur, abbé de Clairvaux (1740-1761)
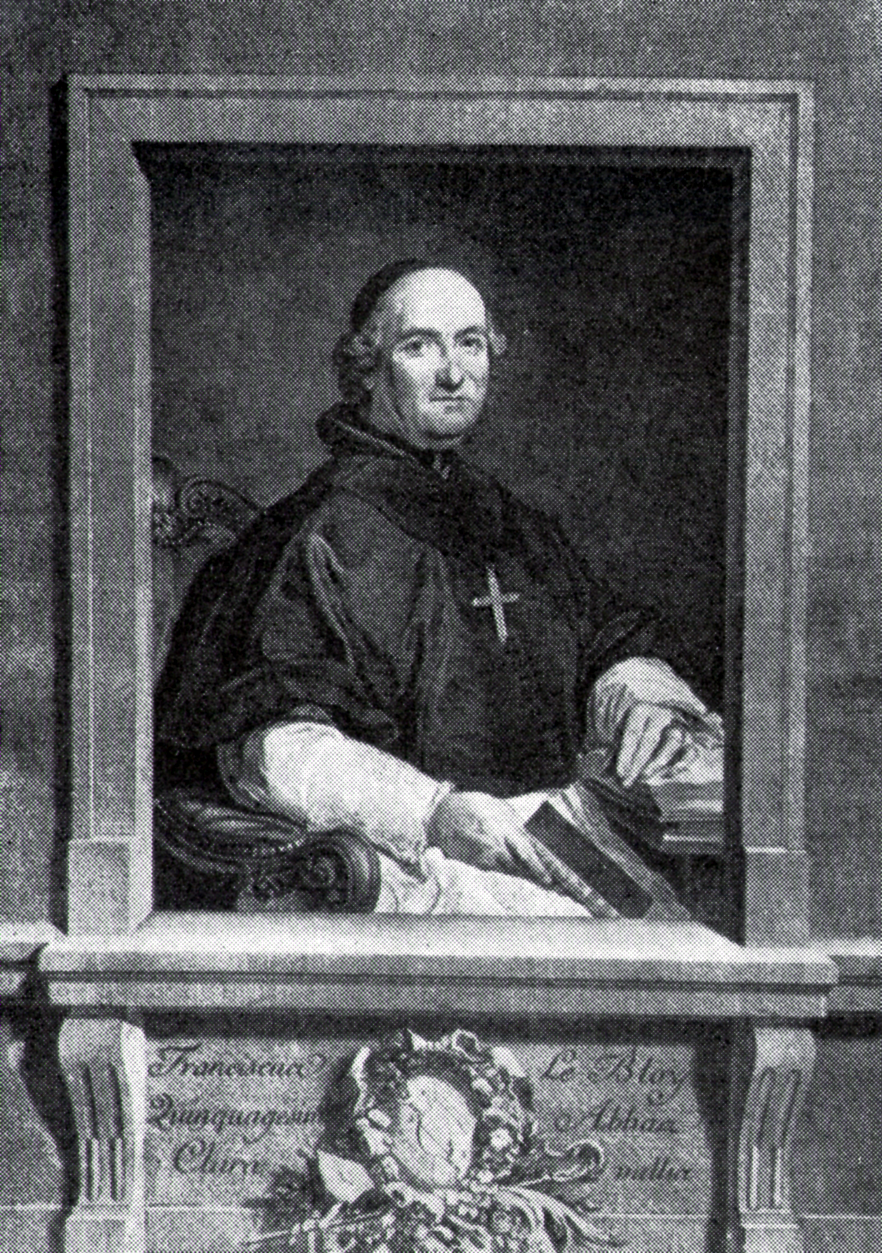
François Le Blois (1708-1784), abbé de Clairvaux (1761-1784)
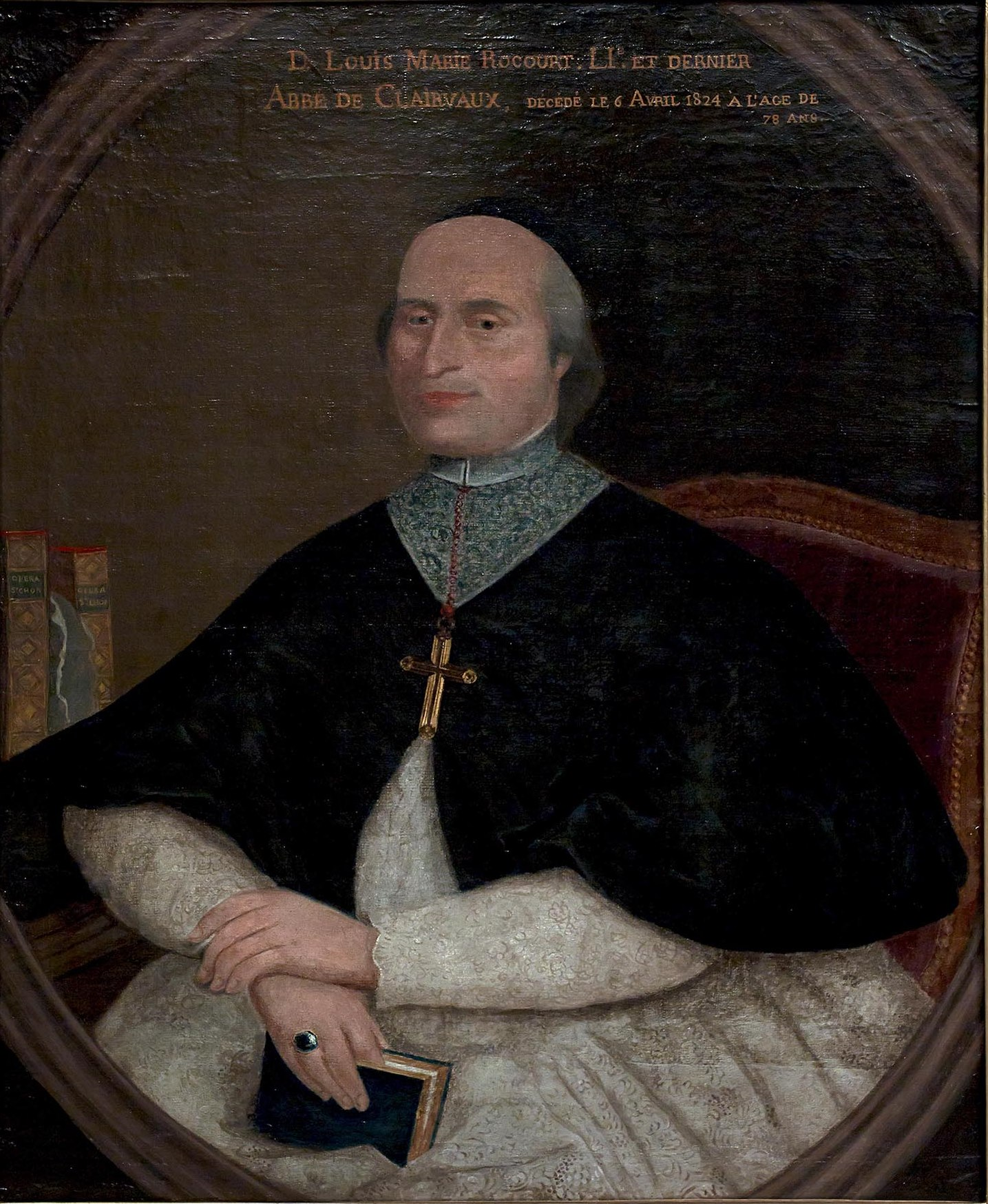
Louis-Marie Rocourt (1743-1824), dernier abbé de Clairvaux (1784-1792)